# Episteme (geslacht)
Episteme is een geslacht van vlinders uit de familie van de uilen (Noctuidae). De wetenschappelijke naam is gepubliceerd in 1820 door Jacob Hübner.
De typesoort is Phalaena lectrix Linnaeus, 1764

## Soorten
- E. adulatrix (Kollar, 1844)
- E. arctopsa (Chu & Chen, 1962)
- E. beatrix Jordan, 1909
- E. bisma (Moore, 1859)
- E. connexa (Walker, 1856)
- E. conspicua Rothschild, 1896
- E. darocana (Druce, 1894)
- E. distincta (Butler, 1875)
- E. hebe (Jordan, 1912)
- E. latimargo (Hampson, 1891)
- E. lectrix (Linnaeus, 1764)
- E. maculatrix (Westwood, 1841)
- E. mundina (Jordan, 1912)
- E. negrita (Hampson, 1894)
- E. nigripennis (Butler, 1875)
- E. nipalensis (Butler, 1875)
- E. sumatrana (Rothschild, 1899)
- E. sumbana Rothschild, 1897
- E. vetula (Geyer, 1832)